# Bluetooth
Bluetooth ali modri zob je varna brezžična tehnologija za povezovanje različnih digitalnih elektronskih naprav na razdaljah do 10 metrov (Bluetooth verzija 5.0 LE). Bluetooth je namenjen tako pošiljanju elektronske pošte, prostoročnem telefoniranju in prenašanju datotek kakor tudi igranju igric, brskanju po spletu in tiskanju.
V skupini Bluetooth SIG je več kot 2000 svetovnih podjetij, kar prinaša tehnologijo Bluetooth na številna področja in v vse več prodajnih izdelkov. Današnji brezžično usmerjeni trendi pomenijo predvsem varno in nevidno povezavo med napravami in med ljudmi. Bluetooth je do sedaj doživel največji razmah prav v mobilnih telefonih.
Čeprav je bil sprva zamišljen le kot tehnologija, ki nadomešča kabelske povezave, pa je postal široko uporaben tudi na področju brezžičnih omrežij – piconetov in scatternetov, saj se bluetooth naprave samodejno povezujejo med seboj, ko se nahajajo v dometu. Za širok razmah tehnologije pa je pomembna tudi skrb za varovanje podatkov, ki je vgrajena v standard.

## Varnost
Standard bluetooth zagotavlja več stopenj varnosti:
- izmenjava ključev med napravama med povezovanjem,
- vsako bluetooth napravo je mogoče narediti za nevidno,
- že vzpostavljena zveza je zaščitena z (največ) 128-bitno enkripcijo,
- hitro menjavanje frekvenc (1600-krat na sekundo zamenja frekvenco),
- doseg naprav je odvisen od razreda: 1. 100m, 2. 10m, 3. 1m.

## Vpliv na zdravje
Bluetooth uporablja frekvenčni pas med 2400 MHz in 2483.5 MHz, v katerem leži tudi frekvenca 2450 MHz, ki je resonančna frekvenca vodnih molekul. To frekvenco uporablja tudi mikrovalovna pečica za segrevanje hrane, v tem območju pa delujejo tudi srčni vzpodbujevalniki. Mikrovalovna pečica oddaja moč 1 kW, bluetooth naprava v stanju pripravljenosti pa milijonkrat manj, zato do bistvenega segrevanja tkiva ne more priti. 
Organizacije WHO, INCRIP in IEEE so izdale priporočila izpostavljenosti radijskim frekvencam, po katerih je priporočena največja dovoljena gostota moči 10 W/m2 . Takšno gostoto moči je z napravami Bluetooth praktično nemogoče doseči, saj bi to zahtevalo 10000 naprav na enem kvadratnem metru.
Zaenkrat lahko rečemo, da Bluetooth ne vpliva na zdravje.